# Johan Svensson (militär)

För andra personer med samma namn, se Johan Svensson.  
Karl Johan Svensson, född 18 januari 1962 i Karlsborgs församling i Skaraborgs län, är en svensk militär.

## Biografi
Svensson gjorde sin värnplikt vid Svea artilleriregemente 1981–1982. Han avlade officersexamen vid Krigsskolan 1984 och utnämndes samma år till fänrik vid Svea artilleriregemente, där han kom att tjänstgöra till 1993. Han befordrades 1985 till löjtnant, 1988 till kapten och 1991 till major. Han gick Allmänna kursen vid Militärhögskolan 1990–1991 och Chefsprogrammet med teknisk inriktning där 1993–1995. Han var instruktör vid Arméns brigadcentrum 1995–1996, tjänstgjorde under 1996 vid Försvarets materielverk och i Arméledningen samt var 1997–1998 militär rådgivare åt chefen för Operationsledningen i Högkvarteret tillika åt ställföreträdande överbefälhavaren. År 1998 befordrades han till överstelöjtnant och 1998–2001 tjänstgjorde han vid Strategiledningen i Högkvarteret. Han var 2001–2004 stabschef vid Helikopterflottiljen. År 2004 befordrades han till överste och var därefter ställföreträdande chef för Helikopterflottiljen 2004–2005 och ordinarie chef 2005–2008.
År 2008 befordrades Svensson till brigadgeneral, varefter han var ställföreträdande chef för Flygtaktiska stabsledningen i Insatsledningen i Högkvarteret 2008–2009 och chef för Core Planning Team och Exercise Director för Viking 11 i Högkvarteret 2009–2011. Åren 2009–2010 var han expert i Militärhelikopterutredningen. Han var 2011–2012 tjänsteförrättande chef för Flygavdelningen i Produktionsstaben i Högkvarteret och 2012–2013 ordinarie chef. Svensson befordrades 2013 till generalmajor och var chef för System- och produktionsledningen vid Försvarets materielverk 2013–2017. Han befordrades 2016 till generallöjtnant och är sedan den 1 mars 2017 chef för Produktionsavdelningen (produktionschef) i Högkvarteret.
Johan Svensson invaldes 2017 som ledamot av Kungliga Krigsvetenskapsakademien.